# Nerine gracilis
Nerine gracilis là một loài thực vật có hoa trong họ Amaryllidaceae. Loài này được R.A.Dyer mô tả khoa học đầu tiên năm 1937.